# 川島忠之助
川島 忠之助（かわしま ちゅうのすけ、1853年6月9日（嘉永6年5月3日）‐ 1938年（昭和13年）7月14日）は、明治時代から昭和初期に活躍した翻訳家、銀行家である。日本で初めてフランス文学を原典から翻訳した人物である。

## 来歴
1853年（嘉永6年）5月3日、江戸本所（後の東京府東京市本所区、現・東京都墨田区）外手町の御料所の手代、川島奥六知脩の末子として生まれる。
父の赴任に伴い、6歳の頃に飛騨高山に移り住むが、1863年（文久3年）に父が病没した上に明治維新が起こり、扶持を失う。
1868年（明治元年）末、横須賀製鉄所に製図工見習工として就職してフランス語を修めるが、1870年（明治3年）に退職して横浜に出る。その後、横浜のフランス人歯科医B・アレクサンドルの家に住み込んで働きながら、仏和辞書『仏語明要』（村上英俊、1864年刊行）によってフランス語の勉強に励む。その後、再び横須賀製鉄所に入所し、フランス語・造船学・機械学を学ぶ。1873年（明治6年）2月ないし3月、富岡製糸場に通訳の任務を帯びて赴任するが、その具体的な活躍は不明であり、同年秋の初めに退職している。
1874年、小野組のフランス進出計画に誘わるが、小野組破綻のあおりを受けて渡仏計画は立ち消えとなり、横浜の蘭八番館の番頭となる。この間、渋沢栄一・渋沢喜作・尾高惇忠・古河市兵衛・原善三郎（亀善）・堀越角次郎などの財界の大立者と面識を持つ。1876年から1877年にかけて欧米渡航を経験、その道すがら『八十日間世界一周』の邦訳を思い立ち、それを実現させた。1882年（明治5年）にポール・ヴェルニエの『虚無党退治奇談』を公刊する一方で、二代目堀越角次郎などの推輓を受けて、横浜正金銀行（後の東京銀行、現在の三菱UFJ銀行）リヨン出張所に赴任、1895年（明治28年）までの14年間、在仏生活を送る。フランスから帰国したのち、1912年（明治45年）まで、横浜正金銀行の常務取締役兼東京支店の支配人として順調な銀行員生活を送る。
1938年（昭和13年）7月14日、自宅で没した。享年86歳。戒名は仁寿院殿徳誉義文忠恕居士。青山墓地に葬られた。

## 翻訳作品
- 『新説八十日間世界一周～前編』‐ 原作：ジュール・ヴェルヌ、1878年（明治11年）6月刊行。
- 『新説八十日間世界一周～後編』‐ 原作：ジュール・ヴェルヌ、1880年（明治13年）6月刊行。
- 『虚無党退治奇談』‐ 原作：ポール・ベルニエ、1882年（明治15年）9月刊行。